# Häckeberga-Husarahagen
Häckeberga-Husarahagen är ett naturreservat i Lunds kommun i Skåne län.
Området är naturskyddat sedan 2008 och är 47 hektar stort. Reservatet består av gammal bokskog.